# حدود حضارية

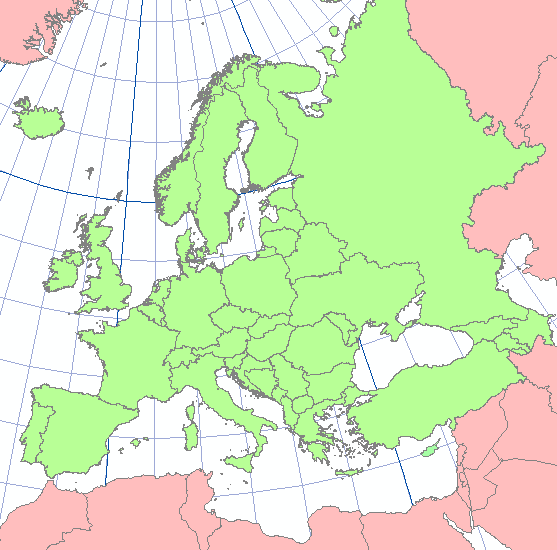
يُلاحظ تعرج الحدود السياسية بقارة أوروبا، وذلك يُبرز فصل حضارة كل دولة عن الأخرى.

الحدود الحضارية أو الحدود الإثنوغرافية أو الحدود الأنثربوجغرافية، هي الحدود التي رُسمت لفصل مجتمعين سياسيين متجاورين يتحدث كل منهما بلغة مختلفة، أو يدين كل منهما بدين مختلف، أو يميز بينهما عوامل ثقافية أخرى. وظهر هذا النوع من الحدود بعد الحرب العالمية الأولى. ويعده بعض الجغرافيون من أفضل أنواع الحدود السياسية لقلة المشكلات الحدودية به.